# Bourriot-Bergonce
Bourriot-Bergonce – miejscowość i gmina we Francji, w regionie Nowa Akwitania, w departamencie Landy.
Według danych na rok 1990 gminę zamieszkiwało 305 osób, a gęstość zaludnienia wynosiła 4 osób/km² (wśród 2290 gmin Akwitanii Bourriot-Bergonce plasuje się na 875. miejscu pod względem liczby ludności, natomiast pod względem powierzchni na miejscu 60.).